# Thomas Thomasberg
Thomas Thomasberg (Haverslev, Dinamarca, 15 de octubre de 1974) es un exjugador y entrenador de fútbol danés. Actualmente dirige al FC Midtjylland de la Superliga de Dinamarca.

## Carrera como jugador
Como jugador juvenil, Thomasberg jugó en el club local Haverslev IF y en el Aars IK,antes de unirse al AaB en 1991. No debutó con el primer equipo hasta 1994, después de haber jugado con la filial en la Cuarta División durante varias temporadas.Thomasberg jugó en dicho club hasta 1999, tras lo cual se trasladó al FC Midtjylland y permaneció hasta el 2004, cuando se retiró del fútbol profesional. 

## Carrera como entrenador
En 2004, Thomasberg anunció su retirada y se convirtió en asistente técnico de Erik Rasmussen en el FC Midtjylland. En 2008, asumió como entrenador del primer equipo y permaneció en ese puesto durante un año antes de ser despedido el 11 de agosto de 2009 y ser reemplazado por Allan Kuhn después de un mal comienzo de temporada.
Más tarde ese año, se confirmó que Thomasberg asumiría el cargo de entrenador en el Hjørring FC a partir del 1 de enero de 2010.Ocupó ese cargo durante medio año, durante el cual logró llevar al club al ascenso a la Primera División de Dinamarca. Thomasberg luego se convirtió en el entrenador del FC Fredericia, quien, sin embargo, interrumpió su contrato el 8 de abril de 2013.
Después de ser asistente en el Randers FC entre 2013 y 2016, Thomasberg fue presentado como entrenador del Hobro IK el 5 de enero de 2017 con un contrato válido hasta junio de 2018.
Tras no renovar su vínculo, asumió como entrenador en el Randers FC el 16 de junio de 2018.Originalmente se suponía que asumiría el cargo el 1 de octubre de 2018,pero Randers y Hobro llegaron a un acuerdo que le permitió a Thomasberg asumir el cargo con efecto inmediato.
El 23 de marzo de 2023, dejó su cargo en el Randers para asumir como entrenador del FC Midtjylland.En mayo de 2024, obtuvo la Superliga danesa luego de empatar ante el Silkeborg en la última jornada.

## Clubes

### Como jugador
| Club           | País      | Año       |
| -------------- | --------- | --------- |
| AaB            | Dinamarca | 1991-1999 |
| FC Midtjylland | Dinamarca | 1999-2004 |

### Como entrenador
| Club           | País      | Año           |
| -------------- | --------- | ------------- |
| FC Midtjylland | Dinamarca | 2008-2009     |
| Hjørring FC    | Dinamarca | 2010          |
| FC Fredericia  | Dinamarca | 2010-2013     |
| Hobro IK       | Dinamarca | 2017-2018     |
| Randers FC     | Dinamarca | 2018-2023     |
| FC Midtjylland | Dinamarca | 2023-presente |

## Estadísticas como entrenador
| Club        | País      | Año       | PJ  | PG  | PE  | PP  | Efectividad |
| ----------- | --------- | --------- | --- | --- | --- | --- | ----------- |
| Midtjylland | Dinamarca | 2008-2009 | 42  | 20  | 8   | 14  | 53.97%      |
| Hjørring    | Dinamarca | 2010      | 15  | 10  | 3   | 2   | 73.34%      |
| Fredericia  | Dinamarca | 2010-2013 | 91  | 36  | 23  | 32  | 47.98%      |
| Hobro       | Dinamarca | 2017-2018 | 52  | 23  | 12  | 17  | 51.92%      |
| Randers     | Dinamarca | 2018-2023 | 187 | 73  | 47  | 67  | 47.42%      |
| Midtjylland | Dinamarca | 2023-Act. | 113 | 62  | 23  | 28  | 61.65%      |
| Total       | Total     | Total     | 500 | 224 | 116 | 160 | 52.53%      |

## Palmarés

### Como jugador

#### Campeonatos nacionales
| Título                 | Club | País      | Año     |
| ---------------------- | ---- | --------- | ------- |
| Superliga de Dinamarca | AaB  | Dinamarca | 1994-95 |
| Superliga de Dinamarca | AaB  | Dinamarca | 1998-99 |

### Como entrenador

#### Campeonatos nacionales
| Título                        | Club           | País      | Año     |
| ----------------------------- | -------------- | --------- | ------- |
| Primera División de Dinamarca | Hobro IK       | Dinamarca | 2016-17 |
| Copa de Dinamarca             | Randers FC     | Dinamarca | 2020-21 |
| Superliga de Dinamarca        | FC Midtjylland | Dinamarca | 2023-24 |